# ノバホール
1. ・ホール内観（客席から見たステージ）
2. ・ホール内観（ステージから見た客席）
3. ・エントランスホール
4. ・ホワイエ 等

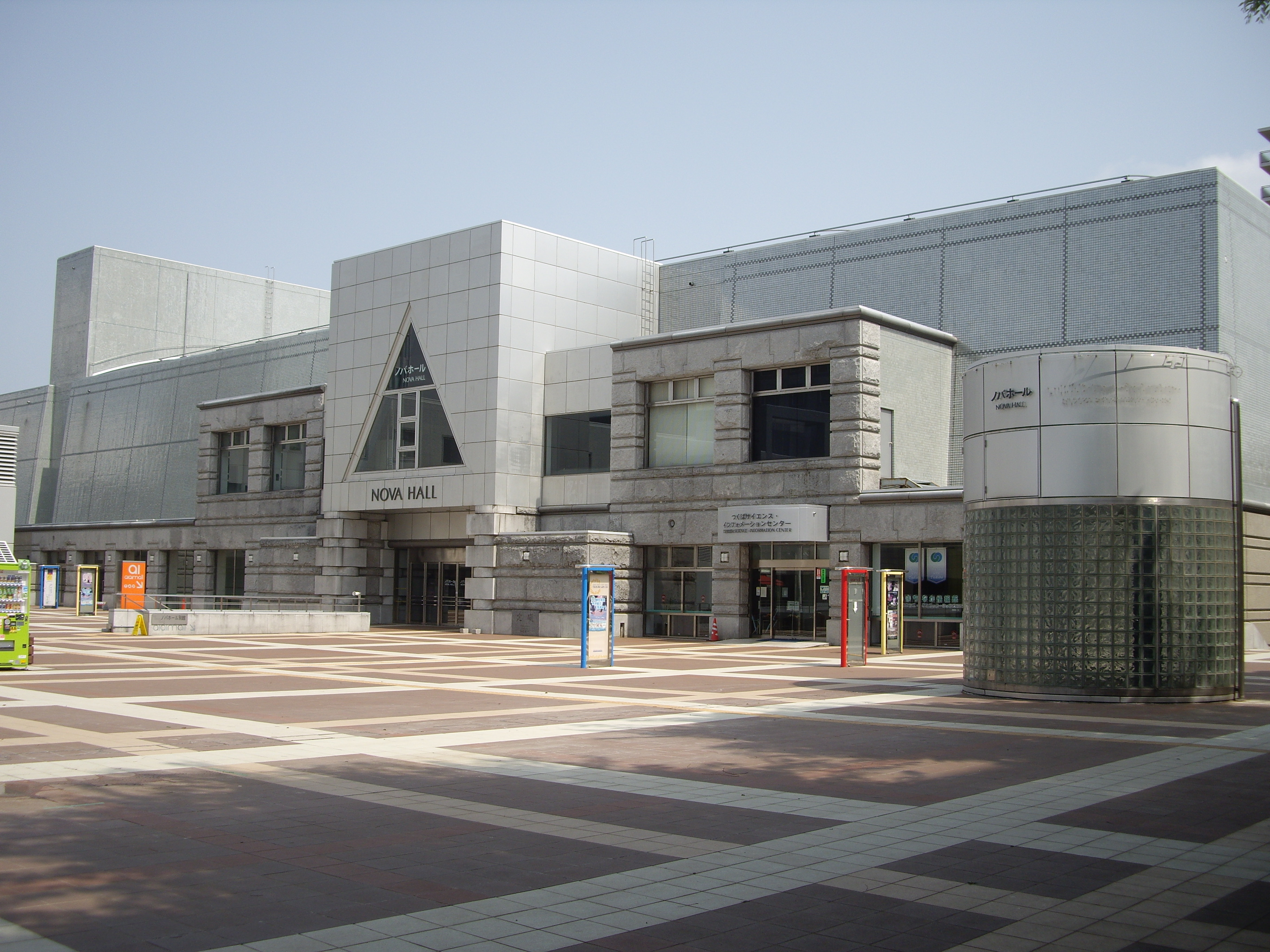
つくば公園通り側（2階部分）

ノバホール（Nova Hall）は、茨城県つくば市吾妻一丁目のつくばセンタービルにある音楽ホール。設計は磯崎新。1983年6月10日オープン。

## 概要
ホールの貸館業務の他、主催公演や「つくば国際音楽祭」の会場として使われている。また、映画・演劇等の鑑賞会や、オーケストラ・吹奏楽・劇団等の市民団体の発表、政治演説会など、地域の芸術・文化・団体活動の拠点として幅広く利用されている。ホール側面の反響板の角度が調節可能であるため、ギターソロからフルオーケストラまで各種編成での音響効果がある。

## 名前の由来
命名に当たって「ノバ」、「アポロ」、「パール」、「シビック」、「シグナス」、「さくら」、「つくばね」、「うたがき」、「かすみ」と言った多数の案が浮上したが、音楽芸術に関連する施設であることから、永遠に神秘な光を放つ天体の名称がふさわしいと考え、最終候補となった「ノバ」と「シグナス」のうち語感のよい「ノバ」が選定された。「ノバ」は、ラテン語の「超新星」の意味がある。

## 設備

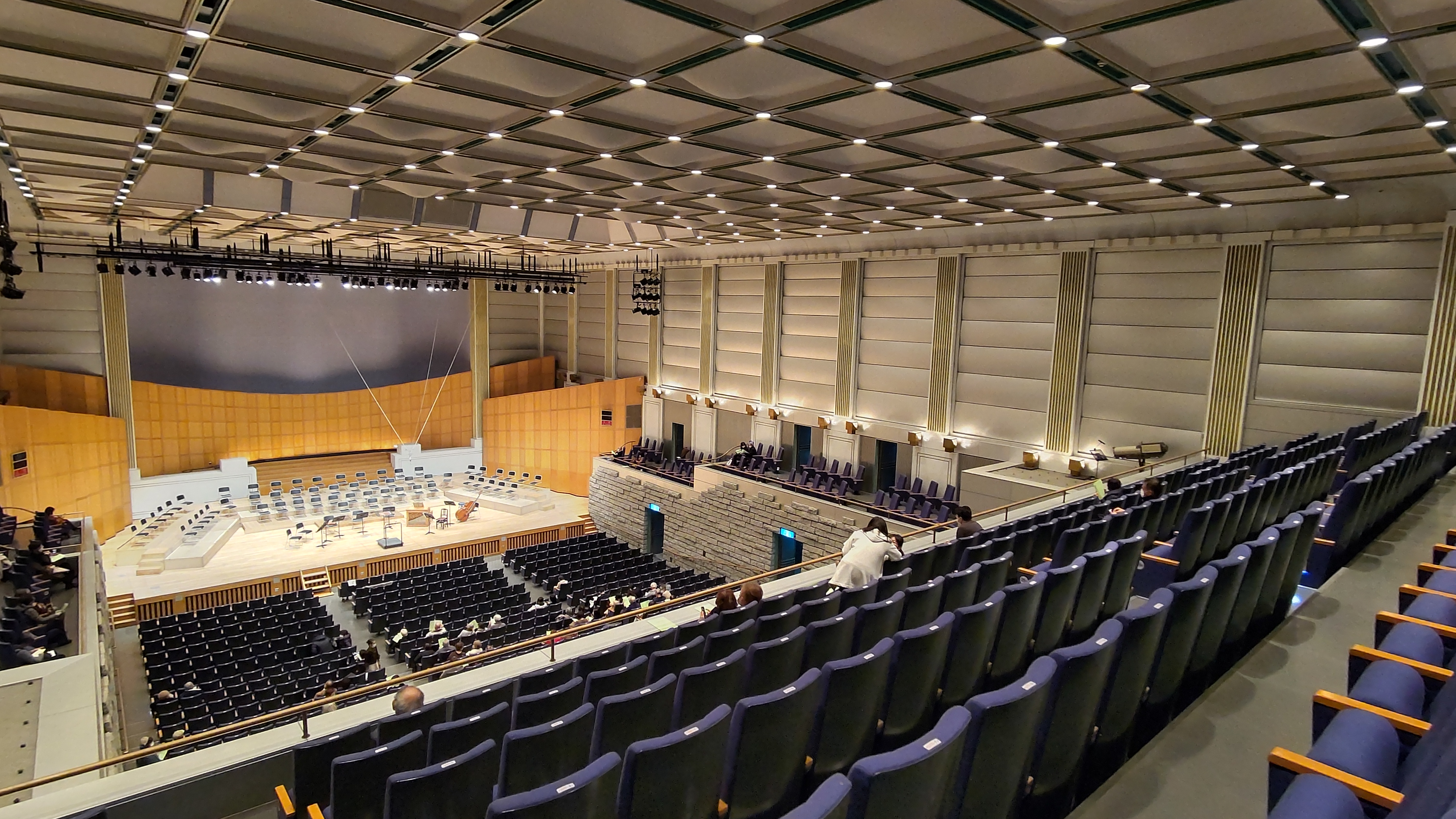
大ホール
  - 1階 679席、2階 222席、バルコニー 95席、車椅子用スペース 4席[4]の、コンサートホール。
  - ステージは、間口 18.9m・高さ 12.3m・奥行き 11.6m[4]。
- 小ホール
  - 定員100人[5]。
- 楽屋4室[4]、練習室1室[6]を付帯。

- 大ホール

## 運営
- 公益財団法人つくば文化振興財団 - 2013年4月1日に「財団法人つくば都市振興財団」から改称[7]。

## 交通アクセス
- 首都圏新都市鉄道つくばエクスプレスつくば駅（つくばセンター）下車。A3出口より徒歩3分[8]。